# Finneidfjorden
Finneidfjorden er en fjordarm af Ranfjorden i Hemnes kommune i Nordland fylke i Norge. Fjorden har indløb mellem Nesodden i nordvest og Forneset i sydøst og går 5,5 kilometer mod sydvest til Finneidfjord i bunden af fjorden.
Halvvejs inde i fjorden ligger bebyggelsen Svalsenget på nordvestsiden. Landsbyen Finneidfjord ligger på en  cirka 550-650 meter bred  landtange der forbinder Hemneshalvøen med fastlandet.  På den anden side side af tangen  ligger Sørfjorden. 
Europavej E6 går langs østsiden af fjorden.